# اندرو ماری سنت
اندرو ماری سنت (انگلیسی: Andrew Marie-Sainte؛ زادهٔ ۲۰ اوت ۱۹۹۸) بازیکن فوتبال اهل فرانسه است.
از باشگاه‌هایی که در آن بازی کرده‌است می‌توان به باشگاه فوتبال لیورنو و باشگاه فوتبال ناپولی اشاره کرد.